# 姜力鈞
姜力钧（1965年—），遼寧鐵嶺人，是一位來自中華人民共和國的自由撰稿人。自2002年11月起，他被中華人民共和國政府認為在互聯網上撰寫一些顛覆政权性质的文章。
2002年11月6日，姜力钧被刑事拘留。2003年11月28日，北京第二中級人民法院認定姜力钧有罪並判處他有期徒刑四年，剝奪政治權利一年。這個時候，姜力钧已經被關押在遼寧錦州監獄。12月14日，被正式逮捕，被逮捕的理由是“網上寫作與持不同政見發表文章”，並被控“煽動、顛覆國家政權”。

## 外部連結
- Forbes article
- Yahoo implicated in Jiang Lijun's arrest - IFEX